# 福島村 (新潟県)
福島村（ふくじまむら）は、かつて新潟県南蒲原郡にあった村。

## 沿革
- 1901年（明治34年）11月1日 - 南蒲原郡大和村、福多村、鬼木村、尾崎村及び五加村が合併して、南蒲原郡福島村が発足する。
- 1956年（昭和31年）9月30日 - 南蒲原郡福島村及び大面村が合併して、南蒲原郡栄村が発足する。